# Taser

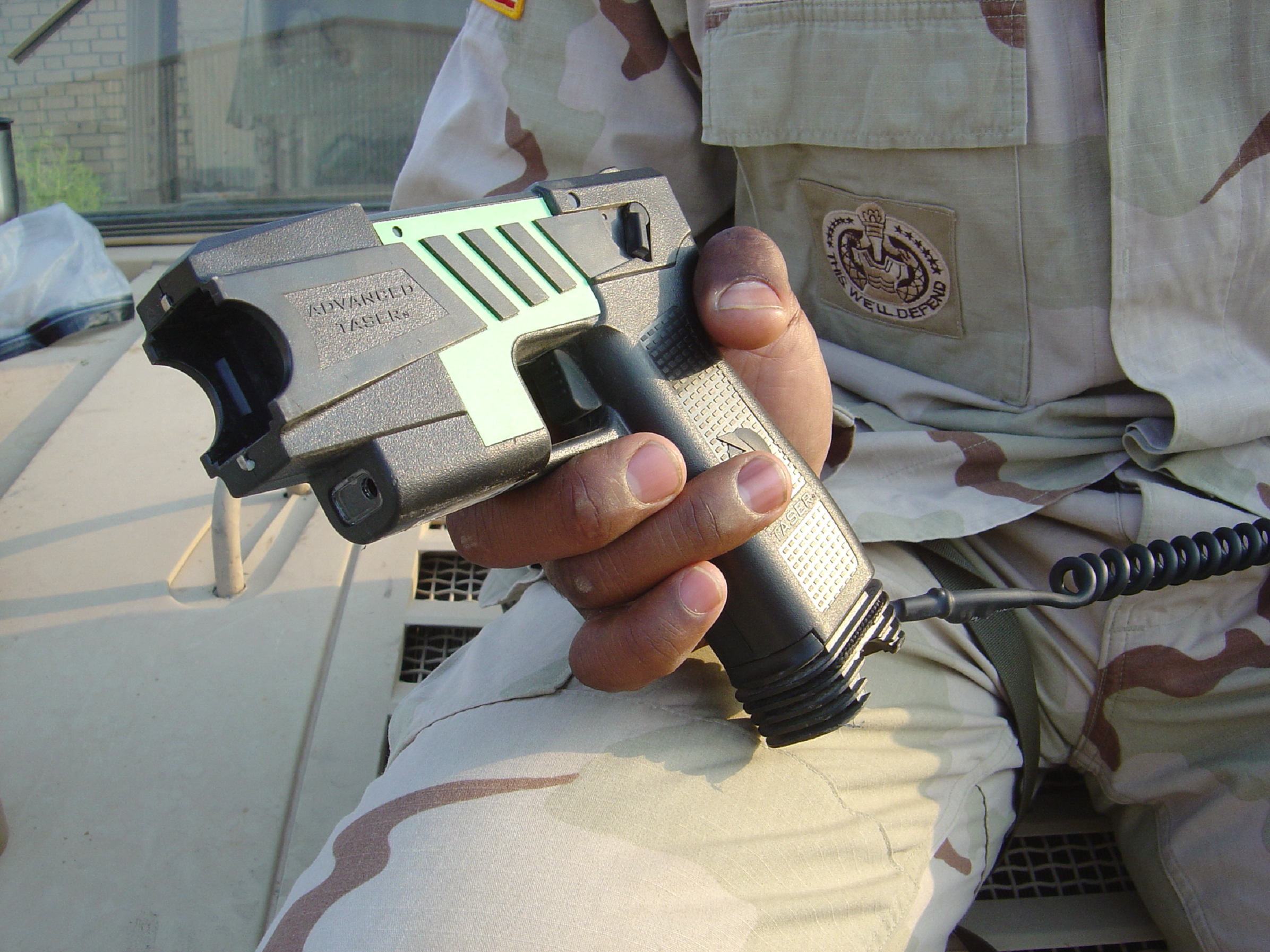
Taser M26, používaný některými policejními složkami ve Spojených státech

Taser (vyslovováno tejzr) neboli distanční elektrický paralyzér je nesmrtící zbraň založená na principu elektrického šoku, která vystřelenými elektrodami paralyzuje nervovou soustavu. Dovoluje protivníka zasáhnout na dálku až 10 m a přes 5cm vrstvu oblečení. Zároveň se údajně jedná o zbraň relativně bezpečnou, neboť většinou nezpůsobuje vážná fyzická zranění. Tvarem připomíná pistoli, ochromí pouze příčně pruhované (kosterní) svalstvo, takže nedojde k narušení činnosti srdce. Taser vydává napětí až 50 000 voltů (50 kV), používá přitom pulzů, které jsou přibližně stejné jako nervové vzruchy v lidském mozku. Zasažený člověk zůstane při vědomí, vnímá své okolí, ale není schopný ovládat své svalstvo.
Podle Taser.cz (oficiální prodejce) používají aktuální modely napětí 400 V při proudu 2,1 mA.
S návrhem první verze zbraně začal Jack Cover již v roce 1969. V roce 1991 začal být poprvé používán policií (v Los Angeles). Jméno (které je současně registrovanou obchodní značkou) dostal jako akronym z fiktivní zbraně Thomas A. Swift's Electric Rifle (Elektrická puška Thomase A. Swifta).
Tuto zbraň (nejčastěji dvě verze – X26 a M26) používají zejména policejní složky např. v USA, Kanadě, Hongkongu, ale i v Česku.
Taser střílí dvě elektrody na velmi tenkých vodičích, do kterých je veden elektrický proud, který po průniku do měkkých tkání těla útočníka jej ochromí na několik minut. Výhodou je, že výstřel většinou není smrtelný jako u pistole, nevýhoda oproti běžnému paralyzéru je v tom, že se musí po každém výstřelu nabít, počet projektilů se musí pravidelně doplňovat a v případě potřeby většího použití mohou projektily dojít.

## Kontroverze
- K roku 2006 bylo evidováno 180 případů smrti po použití taseru.[3] Ve Spojených státech se vedou spory, zdali příčinná souvislost mezi použitím taseru a smrtí je přímá či nepřímá, několik amerických zákonodárců si tak vyžádalo více testů.[4]
- Výstřel může seškvařit kůži na místě střetu, často zanechává menší zranění.
- Při testu škodlivosti taserů prováděném Wake Forest University na 1000 subjektech zůstalo 997 s lehčími nebo zanedbatelnými zraněními jako modřiny a oděrky; tři z nich utrpěli taková zranění, že museli být hospitalizováni, načež následně dvě osoby zemřely. Pitva vyloučila souvislost s provedenými testy. [5]
- Amnesty International uvádí 227 zdokumentovaných případů smrti lidí ve Spojených státech bezprostředně po použití taseru v období mezi lety 2001 a 2007.
- 17. září 2007 byl na půdě Floridské univerzity několika ozbrojenými policisty taserem několikrát paralyzován a poté zatknut 21letý student Andrew William Meyer v průběhu kladení otázky senátorovi a bývalému prezidentskému kandidátovi Johnu Kerrymu, který ten den na univerzitě vystoupil. Meyer sice (kromě velké bolesti při zásahu) neutrpěl vážná zranění, ale incident rozvířil debatu o používání těchto zbraní.
- V roce 2009 bylo ve Spojených státech s použitím taserů policisty zabito 59 občanů. Nejmladšímu bylo 15, nejstarší byla 62letá žena.[6]
- Od roku 2001 do března 2010 zemřelo ve Spojených státech na zákrok taseru policejními důstojníky cca 415 lidí.[7]
- Podle Amnesty International (ze dne 16. 2. 2012) si použití taseru v USA od roku 2001 již vyžádalo minimálně 500 obětí, z nichž poslední byl 13. února 2012 Johnnie Kamahi Warren. Po zasažení taserem utrpěl dýchací šok a o 2 hodiny později byl v nemocnici prohlášen za mrtvého.
- 6. března 2012 v britském Epworthu použila policie opakovaně taser proti 58letému Peteru Russellovi s Alzheimerovou chorobou, když se s nimi rval, protože nechtěl do nemocnice.[8]

## Tasery v České republice
- Od 30. ledna 2021 nabývá účinnosti novela zákona o zbraních (zákon č. 13/2021 Sb.), kterým se mění zákon č. 119/2002 Sb., o střelných zbraních a střelivu (zákon o zbraních), ve znění pozdějších předpisů, zákon č. 156/2000 Sb., o ověřování střelných zbraní a střeliva, ve znění pozdějších předpisů, a zákon č. 634/2004 Sb., o správních poplatcích, ve znění pozdějších předpisů. V této novele je taser zařazen do skupiny C-I; jedná se tedy o zbraň, k jejíž držení není třeba povolení, ale která podléhá povinnému ohlášení Policii České republiky.
- 11. srpna 2008 byl publikován zákon č. 273/2008 Sb., o Policii České republiky, s platností od 1. 1. 2009, který přímo definuje možnost použití elektrického dočasně zneschopňujícího prostředku (§ 53 písm. b), tedy i taseru, všemi příslušníky Policie ČR, kteří byli k jeho používání vycvičeni (§ 51) a to v případě, že by použití jiného donucovacího prostředku zjevně nebylo dostatečné k dosažení účelu sledovaného zákrokem (§ 53 odst. 4). Do té doby mohli taser používat příslušníci Policie ČR zařazení v zásahových jednotkách služby pořádkové policie a v zásahové jednotce rychlého nasazení, v ochranné službě, jakož i ve službě cizinecké policie na letištích (§ 39a odst. 1, zákona č. 283/1991 Sb.), nebo i další příslušníci Policie ČR, kteří byli k jejich používání zvlášť vycvičeni (§ 39a odst. 4, zákona č. 283/1991 Sb.) V důsledku se tak i po účinnosti nového zákona o Policii ČR nic nezměnilo, neboť možnost použití taseru je stejně tak podmíněna vycvičením policisty.
- Poprvé použili kriminalisté taser 16. června 2008 v Praze na Žižkově při zatčení celostátně hledaného 38letého recidivisty, který mohl být ozbrojený.[9]
- 14. října 2014 byl taser použit na střední škole ve Žďáru nad Sázavou ke zneškodnění šílené 26leté vražedkyně, která zde útočila nožem, ubodala 16letého studenta, další dvě dívky zranila a jednu držela jako rukojmí.[10][11]
- 28. prosince 2014 v Praze policisté taserem překonali aktivní odpor prchajícího 26letého japonského turisty, který graffiti posprejoval Národní divadlo.[12]
- 9. června 2016 v Praze policisté taserem zpacifikovali cizince, který házel z věže skladů Národního divadla cihly po kolemjdoucích a způsobil nemalé[zdroj⁠?!] škody.[zdroj?]